# Savraň
Savraň (ukrajinsky i rusky Саврань) je sídlo městského typu v Oděské oblasti na Ukrajině. K roku 2011 měl přes šest tisíc obyvatel.

## Poloha
Savraň leží při ústí Savranky do Jižního Bugu, který protéká severně od obce a na tomto úseku tvoří hranici mezi Oděskou oblastí a Kirovohradskou oblastí. V rámci Oděské oblasti je nejbližší město Balta, která leží bezmála čtyřicet kilometrů jihozápadně.

## Dějiny
Savraň vznikl v 17. století jako pevnost proti nájezdům Tatarů. Sídlem městského typu se stal v roce 1957.
Do druhé světové války byla v Savrani nemalá židovská komunita, která k roku 1900 čítala 1198 židů.